# Danilo Moreno Asprilla
Danilo Moreno Asprilla (Chigorodó, Antioquia, Colombia; 12 de enero de 1989) es un futbolista colombiano, juega como delantero. Actualmente se encuentra sin equipo.

## Trayectoria

### Inicios
Sus inicios en el fútbol fueron en una escuela de su natal ciudad a los 17 años se va a jugar a Brasil.

### Juventude
Su debut como profesional se dio en Brasil jugando para el Juventude en la temporada 2008-2009.

### Al-Shahniya
Llegó a la liga de Catar para jugar con el Al-Shahniya donde jugó todo un año.

### Deportivo Pereira
Regresa al país que lo vio nacer para jugar con el Deportivo Pereira donde solo juega 6 meses y vuelve a ir a jugar al extranjero.

### Rampla Juniors
Llega a la liga uruguaya donde ya después de 3 temporadas como profesional empieza a ser conocido y a tener trascendencia juega 27 partidos y anota 6 goles que lo llevan de regreso a Colombia a un club grande.

### Regreso a Colombia
Juega en Santa Fe donde convierte dos goles en 14 partidos y en Patriotas Boyacá donde hace cuatro goles en 15 partidos disputados.

### Litex Lovech
Llega la liga Búlgara para jugar con el Litex Lovech donde se ha destacó de una gran manera anotando 26 goles en 76 partidos jugados. Durante esta etapa se erigió como una de las estrellas del equipo junto al estadounidense Bjørn Johnsen, con quien compartió gran dupla atacante.

### Al Ain
El 3 de enero del 2016 llega al club árabe Al-Ain.
En apenas en su primer partido anota su primer gol al minuto 93 del encuentro dándole la victoria a su equipo 1-2 sobre el Al Dhafra.

El 4 de marzo marca su primer gol del 2017 en la victoria 2 por 0 como locales frente al Hatta. El 29 de abril marca doblete en la victoria 3 a 2 sobre Al-Wahda (Abu Dabi) donde sale como la figura del partido.

### Al-Fayha
El 30 de julio se oficializa su traspaso al Al-Fayha de la Liga Profesional Saudí de Arabia Saudita. Su primer gol lo marca el 9 de septiembre dándole la victoria a su club por la mínima sobre Al-Taawoun El 6 de abril marca su primer doblete con el club dándole el empate a tres goles contra Al Raed. El 13 de abril vuelve y marca doblete para la victoria 3 por 1 en su visita al Ohod.

## Estadísticas
| Club                          | Temporada           | Liga  | Liga  | Copa nacional | Copa nacional | Copa internacional | Copa internacional | Total | Total |
| Club                          | Temporada           | Part. | Goles | Part.         | Goles         | Part.              | Goles              | Part. | Goles |
| ----------------------------- | ------------------- | ----- | ----- | ------------- | ------------- | ------------------ | ------------------ | ----- | ----- |
| EC Juventude · Brasil         | 2008                | 22    | 4     | -             | -             | -                  | -                  | 22    | 4     |
| EC Juventude · Brasil         | Total               | 22    | 4     | 0             | 0             | 0                  | 0                  | 22    | 4     |
| Al-Shahniya Catar             | 2009                | 26    | 7     | -             | -             | -                  | -                  | 26    | 7     |
| Al-Shahniya Catar             | Total               | 26    | 7     | 0             | 0             | 0                  | 0                  | 26    | 7     |
| Deportivo Pereira · Colombia  | 2010                | 29    | 9     | -             | -             | -                  | -                  | 29    | 9     |
| Deportivo Pereira · Colombia  | Total               | 29    | 9     | 0             | 0             | 0                  | 0                  | 29    | 9     |
| Rampla Juniors · Uruguay      | 2010-11             | 6     | 2     | -             | -             | -                  | -                  | 6     | 2     |
| Rampla Juniors · Uruguay      | 2011-12             | 21    | 4     | 0             | 0             | -                  | -                  | 21    | 4     |
| Rampla Juniors · Uruguay      | Total               | 27    | 6     | 0             | 0             | 0                  | 0                  | 27    | 6     |
| Santa Fe · Colombia           | 2012                | 3     | 0     | -             | -             | -                  | -                  | 3     | 0     |
| Santa Fe · Colombia           | 2013                | 7     | 1     | 5             | 1             | -                  | -                  | 12    | 2     |
| Santa Fe · Colombia           | Total               | 10    | 1     | 5             | 1             | 0                  | 0                  | 15    | 2     |
| Patriotas Boyacá · Colombia   | 2013                | 15    | 4     | 0             | 0             | 0                  | 0                  | 15    | 4     |
| Patriotas Boyacá · Colombia   | Total               | 15    | 4     | 0             | 0             | 0                  | 0                  | 15    | 4     |
| Litex Lovech Bulgaria         | 2014                | 12    | 2     | 2             | 0             | -                  | -                  | 14    | 2     |
| Litex Lovech Bulgaria         | 2014-15             | 29    | 10    | 5             | 1             | 3                  | 1                  | 37    | 12    |
| Litex Lovech Bulgaria         | 2015                | 19    | 11    | 2             | 1             | 2                  | 0                  | 23    | 12    |
| Litex Lovech Bulgaria         | Total               | 60    | 23    | 9             | 2             | 5                  | 1                  | 74    | 26    |
| Al-Ain · EAU                  | 2016                | 10    | 2     | 0             | 0             | 12                 | 4                  | 22    | 6     |
| Al-Ain · EAU                  | 2016-17             | 16    | 5     | 5             | 3             | 6                  | 1                  | 27    | 9     |
| Al-Ain · EAU                  | Total               | 26    | 7     | 5             | 3             | 18                 | 5                  | 49    | 15    |
| Al-Fayha Arabia Saudita       | 2017-18             | 23    | 8     | 3             | 2             | -                  | -                  | 26    | 10    |
| Al-Fayha Arabia Saudita       | 2018-19             | 28    | 15    | 2             | 0             | -                  | -                  | 30    | 15    |
| Al-Fayha Arabia Saudita       | Total               | 51    | 23    | 5             | 2             | 0                  | 0                  | 56    | 25    |
| Al-Shabab Club Arabia Saudita | 2019-20             | 29    | 7     | 2             | 0             | 6                  | 4                  | 37    | 11    |
| Al-Shabab Club Arabia Saudita | Total               | 29    | 7     | 2             | 0             | 6                  | 4                  | 37    | 11    |
| Al-Qadisiyah Arabia Saudita   | 2020-21             | 17    | 8     | 1             | 0             | -                  | -                  | 18    | 8     |
| Al-Qadisiyah Arabia Saudita   | Total               | 17    | 8     | 1             | 0             | -                  | -                  | 18    | 8     |
| Hapoel Be'er Sheva Israel     | 2021-22             | 32    | 3     | 6             | 0             | 2                  | 0                  | 40    | 3     |
| Hapoel Be'er Sheva Israel     | Total               | 32    | 3     | 6             | 0             | 2                  | 0                  | 40    | 3     |
| Beitar Jerusalén Israel       | 2022-23             | 31    | 17    | 5             | 1             | 3                  | 0                  | 39    | 18    |
| Beitar Jerusalén Israel       | Total               | 31    | 17    | 5             | 1             | 3                  | 0                  | 39    | 18    |
| CSKA Sofía Bulgaria           | 2023-24             | 24    | 3     | 4             | 2             | 1                  | 0                  | 29    | 5     |
| CSKA Sofía Bulgaria           | Total               | 24    | 3     | 4             | 2             | 1                  | 0                  | 29    | 5     |
| Al-Safa FC Arabia Saudita     | 2024-25             | 20    | 4     | 1             | 1             | -                  | -                  | 21    | 5     |
| Al-Safa FC Arabia Saudita     | Total               | 20    | 4     | 1             | 1             | -                  | -                  | 21    | 5     |
| Total en su carrera           | Total en su carrera | 411   | 126   | 43            | 12            | 35                 | 10                 | 489   | 148   |

## Palmarés

### Campeonatos nacionales
| Título                | Club               | País     | Año  |
| --------------------- | ------------------ | -------- | ---- |
| Superliga de Colombia | Santa Fe           | Colombia | 2013 |
| Copa de Israel        | Hapoel Be'er Sheva | Israel   | 2022 |